# Криза на северу Косова и Метохије 2021.
Низ протеста косовских Срба против Владе Косова почео је 20. септембра 2021. године, изазван одлуком владе Косова да забрани српске таблице. Аутомобили са српским таблицама на Косову морају да плате порез од 5 евра (вредност 2021) да би их заменили за привремене косовске таблице, које важе на 60 дана, док су на Косову. Мотив Владе Косова у забрани био је да одражава сличну политику Владе Србије према којој су косовске таблице забрањене у Србији од проглашења независности Косова. Република Србија не признаје Републику Косово и сматра да је граница само привремена. Након одлуке о забрани српских регистарских ознака, локални етнички Срби блокирали су путеве који воде до два гранична прелаза са Србијом на северу Косова, у близини Јариња и Брњака, док су запаљена два владина центра за регистрацију возила у Звечану и Зубином Потоку. Одлука о забрани српских регистарских ознака навела је Војску Србије да подигну борбену готовост својих трупа на граници са Косовом и почну са транспортом војне опреме до пограничног подручја, укључујући и њене борбене авионе и хеликоптере од 23. до 26. септембра 2021. године.
Премијер Косова Аљбин Курти оптужио је Србију да је „подстицала и подржавала“ нападе на зграде владе за које је Министарство унутрашњих послова Косова изјавило „да имају терористичке елементе“. Такођер је оптужио Србију да „експлоатише грађане Косова да изазове озбиљни међународни сукоб“. Председник Србије Александар Вучић описао је забрану српских регистарских таблица као „криминалну радњу“ и поставио повлачење косовске специјалне полиције РОСУ као услов за почетак преговора за решавање спора уз посредовање Европске уније (ЕУ). Високи представник Европске уније за спољне послове, генерални секретар НАТО-а и председник Европског савета позвали су обе стране да деескалирају и покрену разговоре након повећаних тензија.

## Протести
Протести које су косовски Срби организовали против Владе Косова почели су 20. септембра 2021. Истог дана, преко 20 возила косовске полиције, од којих је преко 10 оклопних, дошло је на место протеста. Стотине локалних етничких Срба свакодневно су протестовали. Блокирају путеве који воде до два гранична прелаза са Србијом на северу Косова, код Јариња и Брњака, возилима и барикадама ојачаним шљунком. Протести су углавном били мирни. Међутим, 25. септембра 2021. године два владина центра за регистрацију возила у Звечану и Зубином Потоку су запаљени наводно ручним бомбама које нису експлодирале.
Дана 23. септембра 2021. године, косовска полиција оптужена је за повређивање три особе које немају везе са протестима, две теже, које су сада у болници. Косово је порекло умешаност и каже да је то „дезинформација“.
Према споразуму између Косова и Србије уз посредовање ЕУ у Бриселу, постигнутом 30. септембра 2021. године, косовска полиција ће се повући почевши од 08:00 по локалном времену, 2. октобра.

## Реакције Србије
Дана 26. септембра 2021. године руске дипломате међу којима и амбасадор Руске Федерације у Србији Александар Боцан-Харченко ишли су на линију разграничења са српским министром одбране Небојшом Стефановићем током прегледа српских снага у војној бази Рудница, које су у повишеној борбеној готовости. Русија је најавила да ће распоредити снаге ПВО у Србију током заједничких војних вежби, које ће се одржати у октобру. Дана 28. септембра, министар одбране Небојша Стефановић оценио је данас да председник Србије Александар Вучић вуче филигрански прецизне и политички потпуно тачне потезе који користе нашем народу на Косову и Метохији и не чине штету никоме другоме. Гостујући на ТВ Пинк, он је рекао да Србија не жели ескалацију и сукобе, али неће допустити да српски народ буде понижаван. Додао је да Војска Србије није ушла на територије где по Кумановском споразуму нема право да буде.
"На терериторији централне Србије имамо право да распоређујемо јединице како мислимо да треба. Нисмо претили било коме", рекао је он.

## Међународне реакције
Дана 27. септембра 2021. године, међународне мировне снаге предвођене НАТО-ом на Косову и Косовске снаге, повећале су број и трајање својих патрола; посебно у близини граничних прелаза, кретање оклопних возила у близини граничних блокова демонстраната. Председница Европске комисије Урзула фон дер Лајен, боравила је 29. и 30. септембра у Србији. Урзула фон дер Лајен се састала са председником Александром Вучићем и са премијерком Аном Брнабић. Први дан посете Фон Дер Лајенове, шефови преговарачких тимова Београда и Приштине, Петар Петковић и Бесник Бисљими, састали су се у Бриселу како би разговарали о ситуацији на северу Косова и Метохије. Директор Канцеларије за Косово и Метохију и главни преговарач Београда у дијалогу са Приштином Петар Петковић састао се данас у Бриселу са специјалним представником ЕУ Мирославом Лајчком. Лајчак се пре тога састао и са приштинским представником Бесником Бисљимијем и огласио на Твитеру након завршених састанака. Изасланик САД за Западни Балкан Габријел Ескобар састао се у Бриселу са специјалним изаслаником ЕУ за дијалог Мирославом Лајчаком, а одвојено је разговарао са шефовима преговарачких тимова Београда и Приштине Петром Петковићем и Бесником Бисљимијем, иако је портпарол ЕУ Петер Стано негирао да ће Ескобар учествовати у бриселском дијалогу.

## Договор о таблицама и повлачењу јединица РОСУ
Дана 30. септембра, Председник Србије Александар Вучић је рекао: "Дошли смо до неке врсте компромисног решења за деескалацију ситуације на северу Косова, којим сам веома задовољан. Договорено је да се РОСУ повуку са Јариња и Брњака 2. октобра од 8 сати симултано са уклањањем барикада, најкасније до 16 сати", рекао је Вучић.
Кфор ће своје снаге поставити и пре имплементације на Јариње и Брњак и остаће две недеље. Од 4. октобра успоставља се стикер режим као привремена мера пре коначног решења у вези са регистарским таблицама, које је одложено и о коме ће се говорити у Бриселу. Радна група коју ће чинити представници ЕУ, Београда и Приштине тражиће трајно решење за таблице на основу европских стандарда, први састанак биће одржан 21. октобра и донеће решење у року од шест месеци. Вучић је рекао да је за нас једна од најважнијих ствари одлазак наоружаних припадника РОСУ са севера Косова и Метохије. Истакао је да је овим споразумом Србија одбранила право на слободу кретања и нормалан проток роба, те је очуван и мир.
„Верујемо да је ово био један добар показатељ да се у будућности такве акције Албанаца неће догађати и биће јасно да се такве ствари не могу дешавати. Повратак КФОР-а показује да је могуће остварити додатне гаранције за сигурност и безбедност српског становништва на Косову“, рекао је Вучић.

## Повлачење јединица РОСУ
Специјалне јединице косовске полиције Росу су се 2. октобра, после 13 дана око 14.30 сати повукле са прелаза Јариње, у складу са договором у вези са регистарским таблицама возила који је постигнут 30. септембра у Бриселу. Када је у питању административни прелаз Брњак, јединице Росу још нису кренуле да се повлаче. Припадници Росу су на сваки начин покушавали да што дуже остану на Јарињу, па су тако од Срба тражили не само да уклоне блокаду, него и да склоне шаторе поред пута, као и камион који је исто био поред пута са транспарентом "Добродошли у ЗСО". Припадници Росу на крају су се повукли према Приштини.

## Нормализација саобраћаја на северу Косова и Миетохије
Од 4. октобра у 8:00 сати нормализован је саобраћај на административним прелазима Јариње и Брњак, пошто је за возила успостављен режим са налепницама за прекривање специфичних делова регистарских ознака. Колона возила из из правца Рашке ка Лепосвићу је око два и по километра. Аутомобили који улазе у централну Србију, као и на Косово према споразуму добијају налепницу која се лепи на регистарске ознаке и прекрива симболе Косова и Србије који се на њима налазе. На северу Косова и Метохије распоређени су војници Кфора и они ће ту остати наредне две недеље. Еулекс је раније саопштио да је ситуација на прелазима стабилна и они ће контролисати да ли се режим са налепницама примењује. Рад на прелазима Јариње и Брњак из правца централне Србије привремено је био обустављен до јутрос, како би се извршила припрема система за режим налепница. Саобраћај се током викенда одвијао неометано само из правца јужне покрајине ка централној Србији. Грађанима су на свим административним прелазима доступне налепнице, као и упутство за њихову апликацију, о чему могу очекивати и асистенцију полицијских службеникана самим прелазима. Из Канцеларије за КиМ истичу да је обезбеђен довољан број налепница за спровођење споразума. Из Приштине је саопштено да имају 300.000 комплета налепница које ће од данас бити у употреби. Први аутомобил који је из Косова ушао у централну Србију, био је из Ораховца, а на регистарске таблице су припадници МУП Србије ставили налепницу, која прекрива симболе Косова. У исто време из централне Србије на Косово је ушло возило крушевачких регистарских ознака, које је налепницу добило од припадника косовске полиције. На прелазу Мердаре нема задржавања. Процедура стављања налепница одвија се релативно брзо.